# Le gâteau des rois

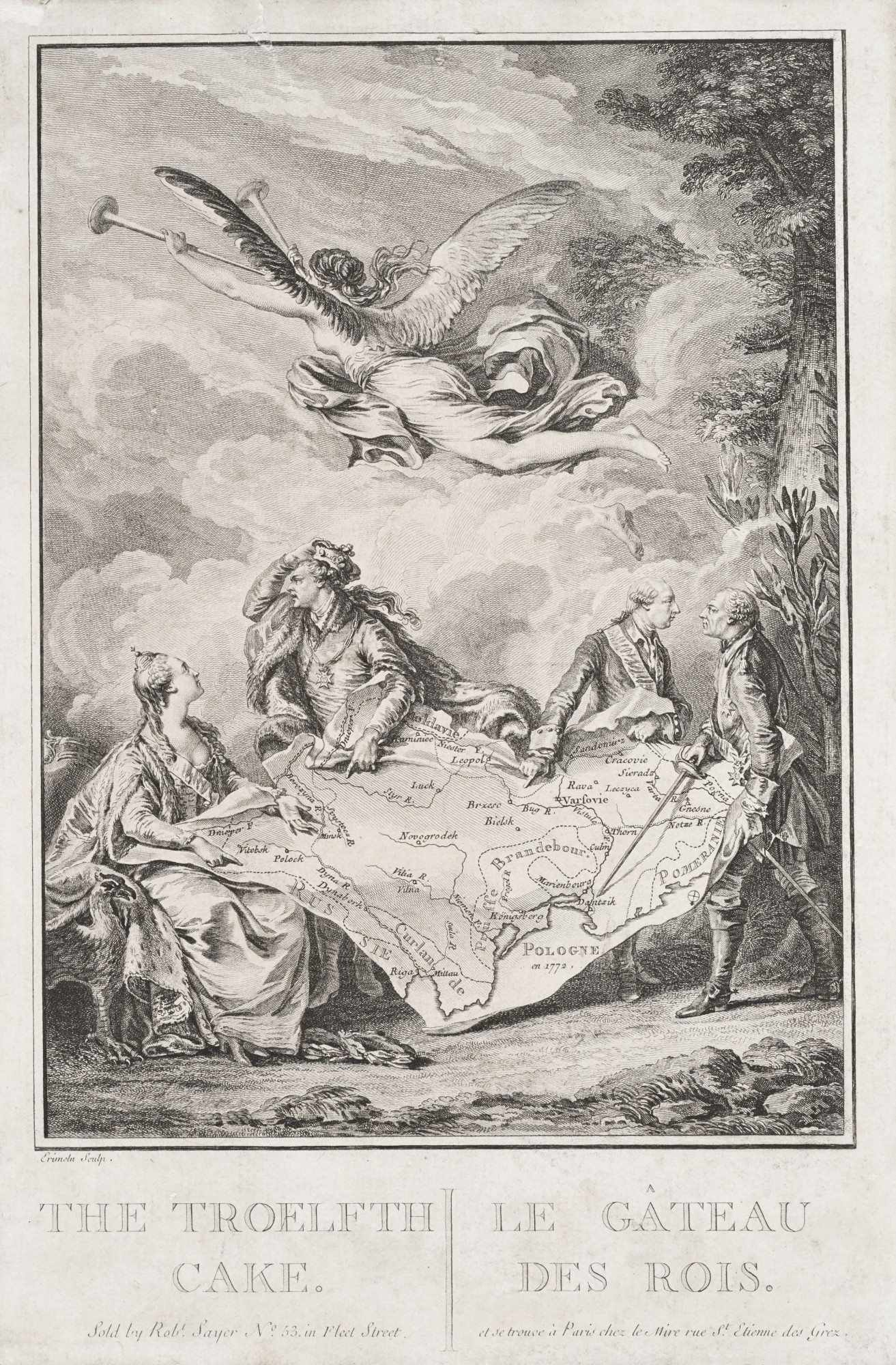
Le gâteau des rois

Als Le gâteau des rois (polnisch: Kołacz królewski, zu Deutsch: Der Königskuchen) wird eine Allegorie und Satire auf die Erste Polnische Teilung bezeichnet. Als Urheber des ersten Kupferstichs von 1773 gelten die Franzosen Jean-Michel Moreau und Noël Lemire. Die Satire erfreute sich unter seinen Zeitgenossen äußerster Beliebtheit und wurde häufig kopiert und verbreitet, unter anderem in Großbritannien und im Heiligen Römischen Reich Deutscher Nation (zum Beispiel von Johannes Esaias Nilson). In mehreren Ländern wurde sie verboten, unter anderem in Frankreich.

## Beschreibung
Der Stich stellt die Karte Polen-Litauens von 1772 dar. Links sitzend befindet sich Katharina die Große von Russland, die zu ihrem ehemaligen Geliebten, dem polnischen König Stanislaus II. August Poniatowski aufschaut, dem die Krone vom Kopf rutscht, während er versucht diese mit der rechten Hand zu halten. Rechts von den beiden stehen Joseph II. von Österreich und Friedrich der Große von Preußen. Beide zeigen, wie Katharina, auf Teile von Polen-Litauen, die sie beanspruchen. Friedrich zeigt mit dem Degen auf Danzig, das nach der ersten polnischen Teilung jedoch bei Polen-Litauen bis 1793 verblieb.